# Libresse

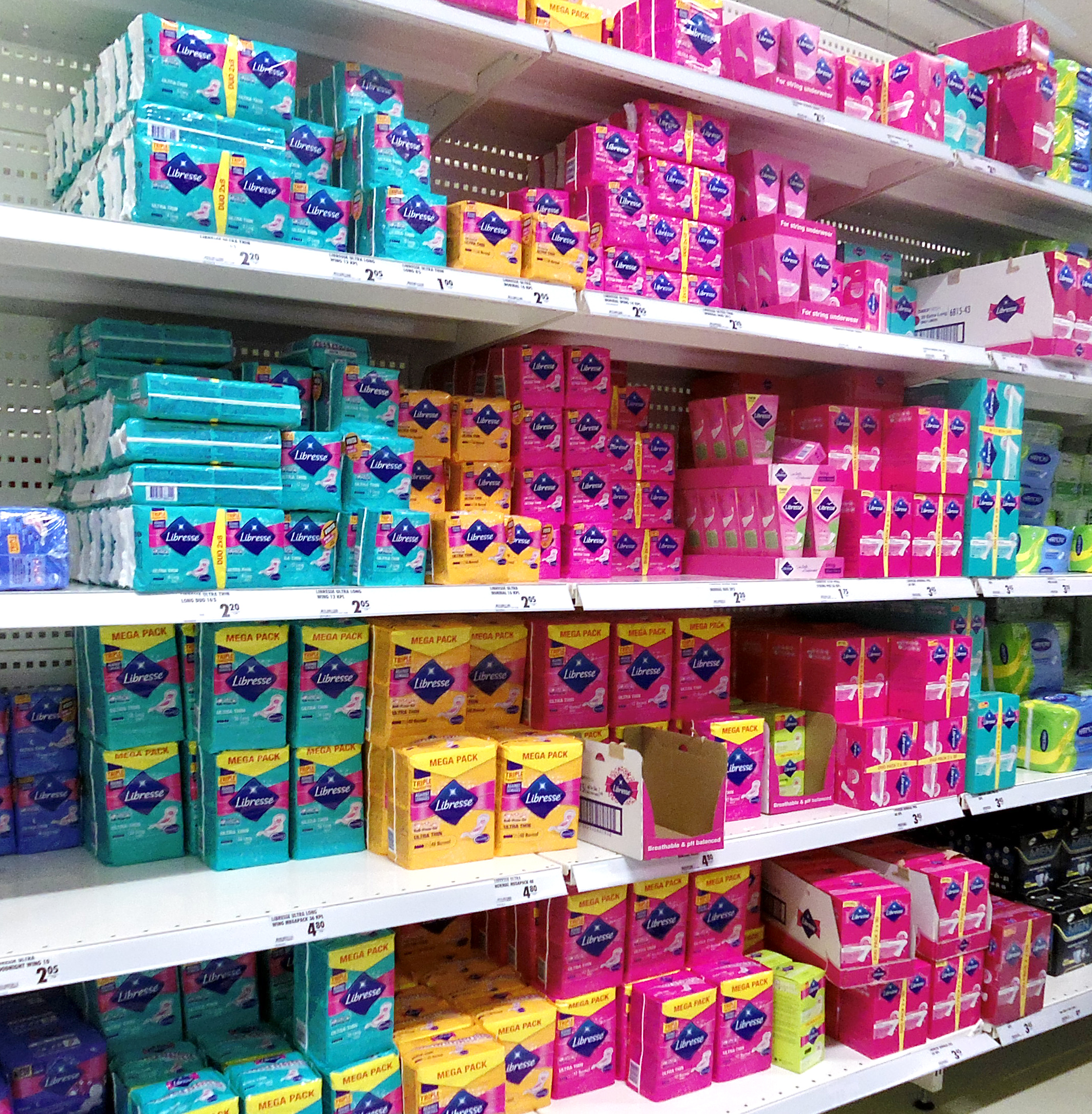
Produkter från Libresse i en butikshylla i Finland.

Libresse är ett av Sveriges största varumärken för intimhygien. Det ägs av Essity, som har funnits sedan 1975 – då man köpte Mölnlycke AB. Varumärket marknadsför mensskydd (bindor och tamponger) och produkter för daglig användning såsom trosskydd, intimtvätt och intimservetter. 

## Marknadsföring
Med sin marknadsföring vill Libresse bryta de tabun som omger kvinnans underliv. Det har de bland annat genom de uppmärksammade kampanjerna #bloodnormal (2016), som visade rött mensblod på en binda, och Viva La Vulva. i Viva La Vulva – en film regisserad av Kim Gehrig – hyllade Libresse vulvan och ville att alla ska känna sig stolta över sina underliv.
År 2016 lanserade Libresse tillsammans med fotbollsikonen Lotta Schelin och FC Rosengård mensutmaningen. Detta var ett initiativ som uppmanar Idrottssverige till att börja prata mens, för att alla ska kunna träna och tävla på lika villkor.

## Verksamhet
Libresse ägs av svenska Essity, ett globalt hygien- och hälsobolag som utvecklar, tillverkar och säljer produkter och lösningar inom personlig hygien. Essitys produkter för intimhygien finns runt om i världen under varumärken som Bodyform (Storbritannien), Nana (Frankrike), Nuvenia (Italien) samt Saba, Nosotras och Libra (Latinamerika).